# 特恩島
特恩島（英語：Tern Island）是南極洲的島嶼，位於南喬治亞島島嶼灣南部，阿爾巴特羅斯島以南1.6公里和多特島以東10公里。